# 尊龍
尊龍（英語：John Lone，1952年10月13日—），本名吳國良，華裔美国男演員，美國影藝學院會員。曾因演出《末代皇帝》中溥儀一角而廣為人知。尊龍是電影史上第一位獲得金球奬提名和最多提名（兩次）的华人。

## 生平

### 早年
尊龍在香港出生，幼為孤兒，被放在一個籃子裡，由一名沒結婚的上海身障女子收養。雖然幼年時過著很貧困的生活，然而尊龍有感養育之恩，故此其後雖移居他國，亦一直照顧養母，直至終老。
尊龍10歲左右被送入粉菊花的春秋戲劇學院學習京劇、舞蹈及武術。他天資聰敏，外表出眾，所以特別得到老師們的寵愛，13歲便有機會隨「粉菊花」的京劇班子去外地作巡迴表演。1970年代初，香港的邵氏電影公司也想簽他為合約演員，力捧他為小生，但他當時對外國電影更有興趣，所以拒絕簽約。18歲左右他得到美國當地家庭的金錢援助，移居美國洛杉磯。起初他進了一所夜校學習英文，然後进入了加州南部的圣安娜社区学院学习，为了支付学费，他洗过盘子、当过厨师、店员，白天工作，晚上学习，並以優異成績畢業。後來尊龙重拾當演員的夢想，通过勤工俭学考入了美国戏剧艺术学院。

### 勇闖好莱坞
早期尊龍在好莱坞演艺圈中擔任一些小角色。此外，他亦活躍於紐約的各大劇場。1981年，尊龙在紐約演出舞台劇「F.O.B.」，贏得當年奧比獎最佳男主角獎。
1982年，他自導自演第二部舞台劇「The Dance And The Railroad」，同時包辦編舞和作曲工作，再次贏得一座奧比獎最佳男主角獎，該劇並入選為紐約莎士比亞慶祝節目。

### 嶄露頭角
1984年，尊龍在首部主演的電影《Iceman》裡飾演沒有對白的原始人，演技精湛。
1985年，尊龍演出由奧斯卡金像獎導演麥可·西米諾執導的《龍年》鋒芒畢露，大受好評。他饰演傲慢的华人黑帮头目乔伊·戴，開始嶄露頭角，并凭借该片入围第43届美国电影电视金球奖最佳电影男配角奖 ，成為第一位獲得金球獎提名的華裔演員。
1987年,他主演的《龍在天涯》「Echoes of Paradise 」上映。他飾演峇里島當地的民俗舞者，與澳洲影后溫蒂休斯譜出一段異國戀曲。本片由美藉導演菲利普諾斯執導，曾以「孔雀之影」為名，來台灣參加亞太影展競賽。

### 事業巔峰
尊龍其後獲著名意大利導演貝托魯奇賞識，演出《末代皇帝》滿清末帝溥儀一角。 1987年，他亦因《末代皇帝》的上映而聲名大噪，被海外媒體稱為「演藝國度的哲學家皇帝」。《末代皇帝》當年橫掃的奧斯卡，奪下最佳影片、導演等9項大獎，尊龍更因本片入圍美國金球獎劇情組最佳男主角，成為目前唯一獲得金球獎兩次提名的華裔演員。這部電影亦奠定了尊龍在國際影壇上的重要地位。
1988年，尊龍與陳沖應邀擔任第60屆奧斯卡「最佳紀錄短片」頒獎人，成為奧斯卡有始以來，第一對以頒獎人身份登台的華裔影星。
1989年，尊龙獲台灣金馬獎頒贈一座金馬特別獎，以表彰尊龍為華人在國際影壇爭光。
尊龙當時雖然長期居住在美國紐約，但日本影迷對他非常祟拜及瘋狂，在日本拍攝的廣告也數不勝數。他曾被日本傳媒選為最美的東方男子。1988年被邀為威士忌的日本代言人，創下了日本廣告史上最高的代言人酬金。1991年接下日本化妝品 Kanebo 廣告，破例連繼續約3次，亦是第一個演出化妝品廣告的外國男演員。

### 中外發展
1988年，他在《輝煌時代》「The Moderns」 中，演出1920年代的猶太裔藝術界暴發戶。本片由美藉導演亞倫魯道夫執導，主要演員有凱西卡拉定、裘拉汀卓別林，曾入選1988年威尼斯影展競賽影片之一。他亦凭该片入围了第4届独立精神奖最佳男配角奖。
1990年，他演出『龍在中國』「Shadow of China」 中身世詭秘的香港黑社會大亨。本片根據西木正明直木賞暢銷小說「蛇頭」改編，由日本名導演柳町光男執導，主要演員有鄔君梅、佐藤浩市。
同年，他被美国《人物》杂志评选为“50全球最美的人”之一；此外，他发行个人英文音乐专辑《Coming to My Own》。
1991年，与袁洁莹、李丽珍共同主演的剧情电影《上海1920》上映，他飾演一位上海黑幫龍頭。
1993年，与杰瑞米·艾恩斯搭档主演的同性恋题材爱情电影《蝴蝶君》上映，尊龙饰演男扮女裝，散發着浓郁东方气息的京剧名伶宋丽玲 。該片雖然票房一般，但在東京創下3個月不落畫的紀錄，現今亦仍有一定的傳頌程度。這是尊龙繼龍年和末代皇帝另一代表作。同年他在日本演出他自己創作自編自導自演的舞台劇，全部門票在售賣首三十分鐘內便售罄。
1994年，与亚历克·鲍德温共同主演的超级英雄题材动作片《魅影奇侠》在美国上映。
1995年，与克里斯多夫·藍伯特、陈冲共同主演动作惊悚片《紧急猎杀令》（The Hunted），飾演一位日本忍者。
1997年，客串出演由古巨基、莫文蔚主演的爱情电影《热血最强》；随后，获得第11届卡普里好莱坞国际电影节终身成就奖；同年，通过台湾福茂唱片发行个人首张国语音乐专辑《音乐尊龙》。同時他擔任勞力士錶Rolex 的代言人，成為第一個華人勞力士錶的廣告代言人。
2001年，与成龙、克里斯·塔克共同主演动作片《尖峰時刻2》 ，尊龙在片中饰演举止优雅、诡计多端的伏苍龙帮老大里基·唐。 5月，获得美国华人博物馆传承大奖。
2004年，与努尔比亚、恬妞等人共同主演的古装剧《乾隆与香妃》播出，尊龙饰演乾隆皇帝。5月，其主演的喜剧片《自娱自乐》上映，饰演唐吉诃德式的镇文化站干事米继红 。2005年，参演由清水美沙、布莱登·佛雷切主演的爱情片《影月情缘》。
2007年，与温碧霞搭档主演的古装轻喜剧《康熙微服私访记5》播出，尊龙饰演康熙皇帝；同年，与李连杰、杰森·斯坦森共同的出演动作惊悚片《游侠》上映，尊龙饰演黑帮老大常；随后，移居加拿大淡出影坛，不再参与影视剧的拍摄。

## 個人榮譽
- 1981年，尊龍憑舞台劇《Fresh Off the Boat》（F.O.B）獲得奧比獎（英语：Obie Award）最佳男主角
- 1982年，尊龍在舞台劇《The Dance And The Railroad》獲得奧比獎最佳男主角，同時包辦編舞和作曲工作
- 1986年，尊龍憑《龍年》獲得金球獎最佳男配角提名
- 1988年，尊龍憑《末代皇帝》獲得金球獎最佳男主角提名
- 1989年，尊龍獲得第26届金馬獎特别獎
- 1989年，尊龍憑《輝煌時代》獲得美國獨立精神獎最佳男配角提名
- 1990年，尊龍被《時人》（People Magazine）評為50位最美麗人物之一
- 1997年，尊龍在Capri Film Festival中獲得終身成就獎
- 2001年，尊龍紐約美洲華人博物館傑出成就獎

## 作品

### 電影作品
- 《金剛》King Kong (1976年) 飾演 中國廚師
- 《Americathon》 (1979)
- 《冰人四萬年（英语：Iceman (1984 film)）》Iceman (1984)
- 《龍年》Year of the Dragon (1985)
- 《龍在天涯（英语：Echoes of Paradise）》Echoes of Paradise (1987)
- 《末代皇帝》The Last Emperor (1987) 飾演 愛新覺羅溥儀
- 《輝煌時代》The Moderns (1988)
- 《龍在中國（英语：Shadow of China）》Shadow of China (1991)
- 《上海一九二〇》 Shanghai 1920 (1991)
- 《蝴蝶君》 M. Butterfly (1993) 飾演 宋麗伶
- 《魅影奇侠》The Shadow (1994)
- 《緊急獵殺令》 The Hunted (1995)
- 《熱血最強》 Hot Blood Is the Strongest (1997)
- 《尖峰時刻2》 Rush Hour 2 (2001)
- 《自娛自樂》 Bamboo Shoot (2004)
- 《影月情缘》 Paper Moon Affair (2005)
- 《玩命對戰》 War (2007)

### 電視劇作品
- The Great Wall of Chinatown (1976)
- The Blue Knight (1 episode, 1976)
- Kate Bliss and the Ticker Tape Kid (1978)
- Sword of Justice (1978)
- The Destructors (1978)
- Separate Ways (1 episode, 1979)
- Eight Is Enough (1 episode, 1979)
- Letter to One Bradford (1979)
- Kate Bliss and the Ticker Tape Kid (1978)
- 《乾隆與香妃》(2004)飾演 乾隆
- 《康熙微服私访记》第五部(2006) 飾演 康熙

### 舞台劇作品
- 1980－Fresh Off the Boat－Actor (Steve) Los Angeles, CA
- 1981－Fresh Off the Boat－Choreographer New York, Shakespeare Festival, Public Theater, NYC
- 1981－The Dance and the Railroad－Director, Choreographer, Actor New Federal Theatre, NYC
- 1982－The Dance and the Railroad－Actor Cricket Theatre, Minneapolis, MN
- 1983－Sound and Beauty－Director, Actor New York, Shakespeare Festival, Public Theater, NYC

### 音樂作品

#### 個人專輯
- 1991年－ Coming To My Own（英語）
- 1998年－ 音樂尊龍 （國語）

#### 單曲
- God Will Never Give You Up

### 配音作品
- 1996年 - Rabbit Ears Storybook Collection: The Five Chinese Brothers （Narrator）

### 廣告作品
- 1998-1999年 SUNTORY-Old Club House(日本）
- 1992-1993年 Kanebo-Denali(日本）
- 1997年 Rolex (日本）
- 1998年 聚豪天下（香港）

## 外部連結
- 尊龍在香港影庫上的簡介